# Héroes - Antología 1986-1988
Héroes - Antología 1986-1988 es un álbum recopilatorio de grandes éxitos de la banda argentina Fricción, editado en 2004.

## Lista de temas
1. Héroes
2. A veces llamo
3. Perdiendo el contacto
4. Enjaulados
5. Máquina veloz
6. Durante la demolición
7. Lluvia negra
8. Sin plegarias
9. Gabinetes de amor
10. Autos sobre mi cama
11. Amar con lástima
12. Instantes de Cielo
13. Prisión emocional
14. Arquitectura moderna
15. Para terminar